# Śluza Rudziniec
Śluza Rudziniec (pierwotnie „Lohnia”, od 1936 r. – „Hubenland”, od 1945 r. – „Rudzieniec”, obecnie „Rudziniec”) – śluza nr IV zlokalizowana na 21,5. km Kanału Gliwickiego, na stopniu piętrzącym o różnicy poziomów wody górnej i dolnej wynoszącej 6,25 m, jedna z sześciu śluz na Kanale Gliwickim.

## Historia
Wybudowana w latach 1936–1938 w pobliżu dawnej Huty „Piela” w Rudzińcu według projektu wykonanego przez berliński Instytut Doświadczalny ds. Budownictwa Wodnego (Versuchsanstalt für Wasserbau und Schiffbau). W latach 40. XX w. na prawym brzegu, przy głowie dolnej, wybudowano przepompownię.

## Opis
Śluza Rudziniec jest śluzą bliźniaczą, dwukomorową, z systemem oszczędnego śluzowania. Komory posiadają ściany wykonane z korytkowych brusów stalowych, typu Larsen III. Długość użyteczna komór wynosi 71,4 m, szerokość użyteczna – 12 m, wysokość ścian komory – 10,05 m). Komory zamykają stalowe wrota z segmentowymi zasuwami do upustu i wpustu wody, przy nich umieszczone są odbojnice i profilowane progi rozpraszające energię wpuszczanej wody.
Głowy dolne i górne śluzy wykonane są z żelbetu i ozdobione kamienną okładziną. Przy głowie dolnej znajduje się budynek sterowni, w którym umieszczone są również maszynownia, pokój kierownika śluzy oraz kotłownia. Przy głowach znajdują się budynki maszyn napędowych, obsługujące mechanizmy zamykające wrota.
Przy śluzie wybudowano trzy budynki mieszkalne dla pracowników obsługujących śluzę.

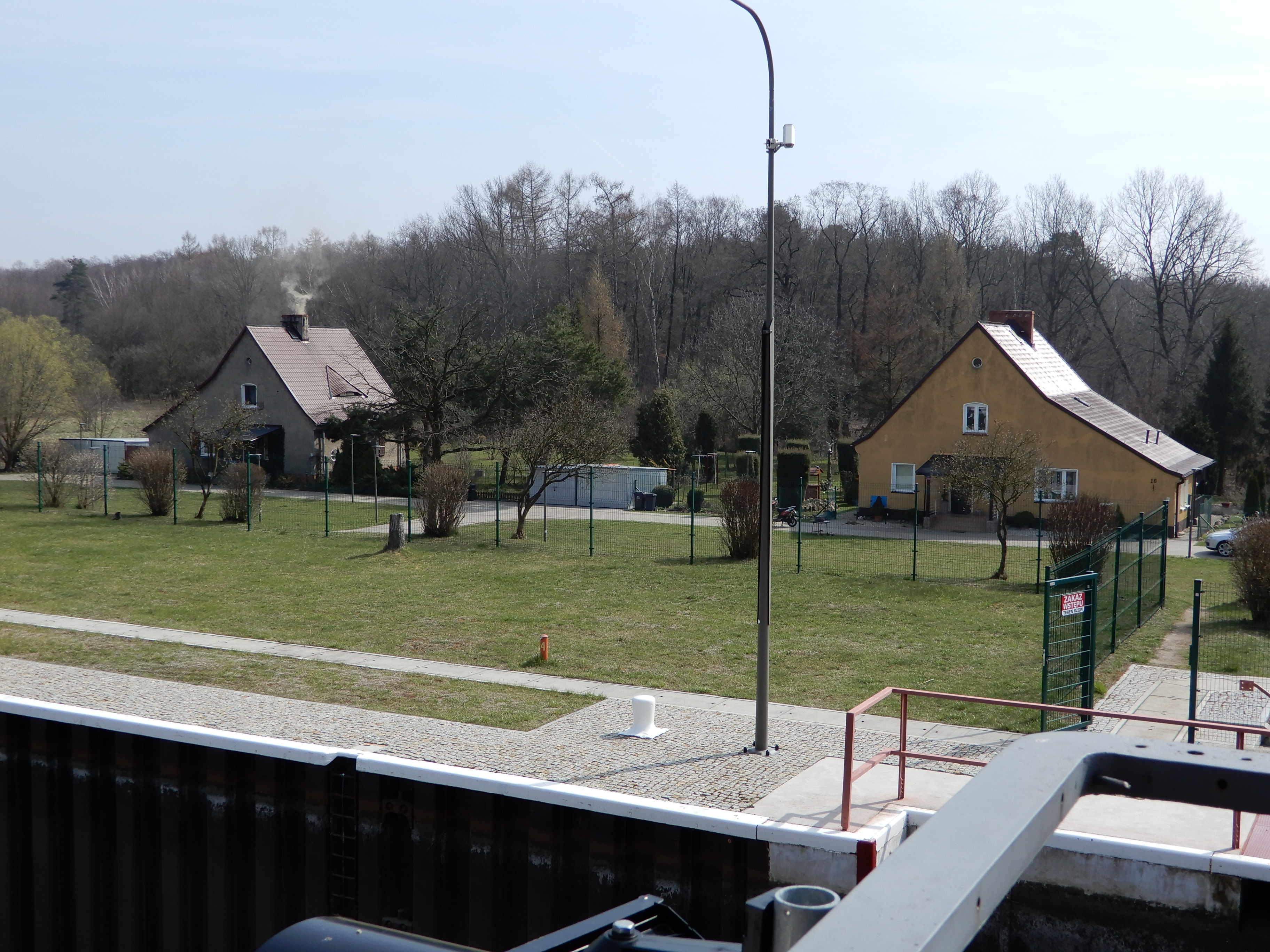
Śluza Rudziniec – budynki dla pracowników śluzy

Śluzę Rudziniec poprzedzają dwa podłużne awanporty, dolny i górny.
Architektura śluzy Rudziniec, podobnie jak pozostałych śluz Kanału Gliwickiego, miała na celu ukazanie potęgi władzy i siły Rzeszy Niemieckiej. Całość to monumentalna, symetryczna kompozycja, podkreślona umieszczonymi centralnie głowami z maszynowniami. Surowość budynków podkreśla kamienna okładzina i wąskie okna. Na głowach umieszczone było godło III Rzeszy oraz nazwa śluzy.

## Prace remontowe
Opracowany w 2001 r. strategiczny program modernizacji Odrzańskiego Systemu Wodnego „Program dla Odry 2006” przewidywał również remonty śluz Kanału Gliwickiego. Zakres prac remontowo-budowlanych, obejmował między innymi przebudowy i remonty śluz oraz awanportów wraz z wyposażeniem, remont nabrzeży i dalb, budowę pomostów w awanportach, przebudowę i remont dróg wewnętrznych oraz ciągów pieszych oraz budowę budynków socjalnych.
W czasie prac z dna kanału wydobyto fragmenty godła III Rzeszy oraz napisu „Hubenland”, które były pierwotnie zamontowane na głowie śluzy (obecnie w Muzeum Śląskim w Katowicach).
Rozpoczęty w 2013 remont zakończył się w 2015.

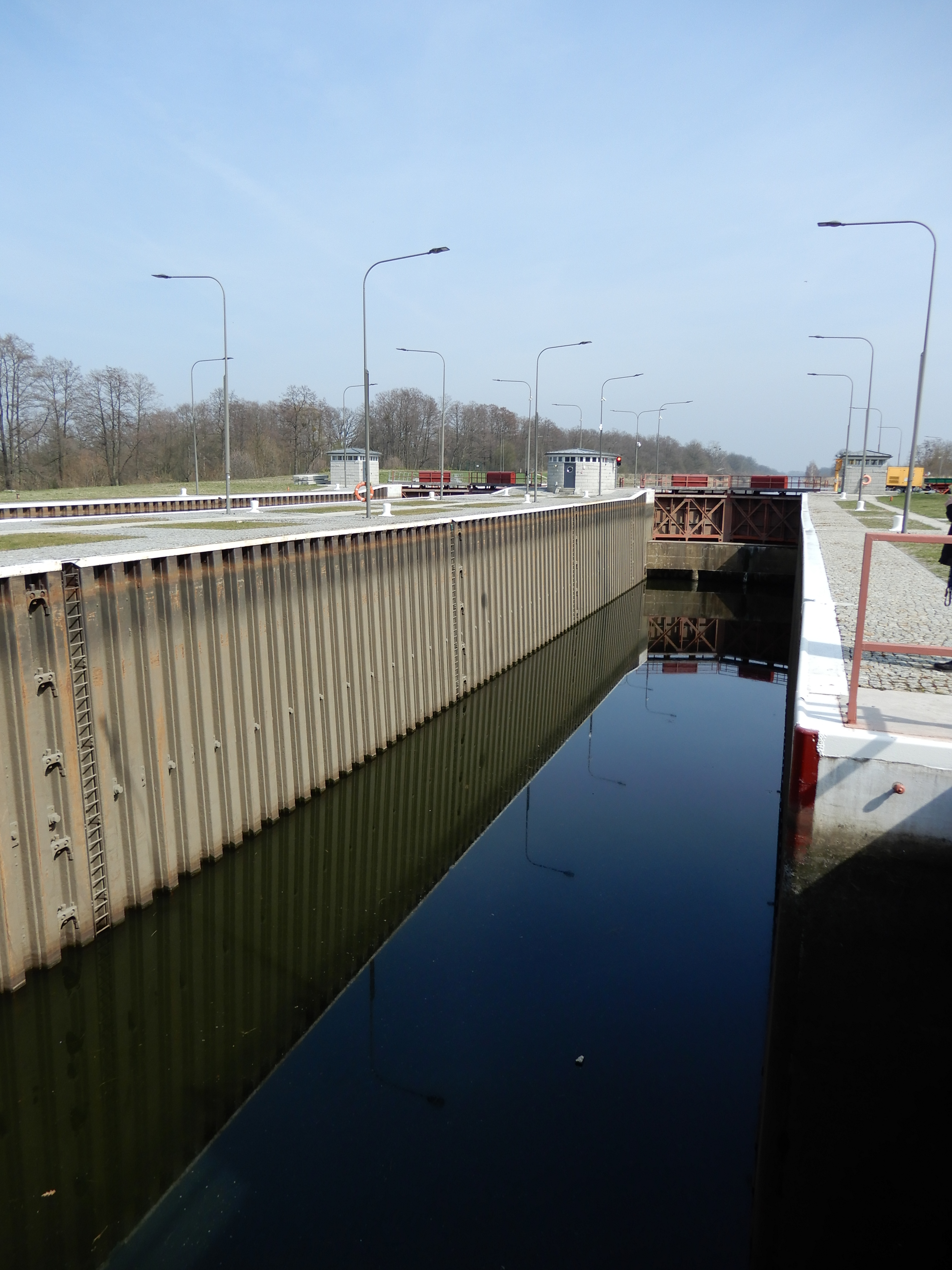
Śluza Rudziniec – komora śluzowania